# Qingyuan, Shouning
Qingyuan (kinesiska: 清源) är en köping i sydöstra Kina. Den ligger i Shouning härad i staden Ningde i provinsen Fujian,omkring 150 kilometer norr om provinshuvudstaden Fuzhou. Antalet invånare är 10 257. Befolkningen består av 4 991 kvinnor och 5 266 män. Barn under 15 år utgör 16,0 %, vuxna 15-64 år 71 %, och äldre över 65 år 12,0 %.